# 4-amminoantipirina
La 4-amminoantipirina è un composto eterociclico derivato dal pirazolo.
A temperatura ambiente si presenta come un solido marrone o giallo inodore. È un composto nocivo.